# LG 옵티머스 뷰 II
LG 옵티머스 뷰 II(LG Optimus Vu II)는 LG전자에서 2012년 9월 28일 대한민국에서 출시한 안드로이드 스마트폰이다.

## 연혁
- 2012년 9월 28일 : 제품 출시

## 색상
- 일루션 블랙 (블루 블랙)
- 일루션 화이트
- 일루션 핑크

## 운영 체제 업그레이드

### 안드로이드4.1.2 젤리빈업그레이드
2013년 2월 26일 대한민국에서 SK텔레콤과 KT 모델이 4.1.2 젤리빈으로 업그레이드 되었으며,
LG유플러스 모델은 2013년 3월 20일에 시행되었다.

### 안드로이드4.4.2 킷캣업그레이드
2014년 6월 19일, LG-F200S, K 버전을 시작으로 업그레이드가 시작되었다. 상단바가 킷캣 디자인으로 변경되고, 잠금 화면 효과가 추가되었다. 그리고 Q메모의 기능이 다양해지고, Q슬라이드 지원 앱이 많아졌다.

## 특이 사항

### Q 보이스
음성시스템으로, 말을 해서 각종 기능을 실행하거나 원하는 것을 찾을 수 있다. 애플의 시리, 삼성전자의 S 보이스, 팬택의 스마트 보이스와 유사하다.
LG전자의 독자기술인 베르니케기술을 사용하여서 높은 인식률과 재미있는 멘트를 쓰기도 한다.

### Q 메모
Q메모를 어느 화면에서나 보며 이중플레이 할 수 있는 겹쳐사용하기 모드를 사용하면 Q메모를 보면서 다른 애플리케이션을 동시에 사용할 수 있다

### Q 슬라이드
기존의 화면에 최대 2개의 다른 작업창을 열어 최대 3개의 작업을 동시에 처리할 수 있게 하는 기능이며, 작업창의 투명도 조절, 위치 이동, 사이드 조절을 이용하여 원하는대로 배치하여 볼 수 있다.
2013년 2월에 출시된 글로벌 모델에서 업그레이드되어 적용되었으며, 이전에 출시된 모델은 서로 다른 두개의 화면을 겹치듯 동시에 실행하는 것만 가능하다.

### Q 트랜스레이터
43개의 언어를 카메라 스캔으로 인식해 최대 64개의 언어로 빠르게 번역해주는 기능이다.

### Q 리모트
라디오, TV, 셋톱박스, 에어컨을 간단한 설정을 통해 리모컨으로 쓰는 기능이다.

### 크리스탈 리플렉션
후면은 크리스탈 리플렉션(Crystal Reflection) 공법으로 가공하여 빛이 들어오는 각도에 따라 색상이 다르게 보인다.

### 러버듐 펜
갤럭시 노트 시리즈의 S펜은 필압식 감지이지만, 러버듐펜의 경우는 정전식 터치이다. S펜에 비해 펜을 누르는 힘을 조금만 약하게 해서 살짝만 떨어져도 인식이 안되며 글씨를 쓰던게 끊겨버리는 단점이 있다. 하지만 Q메모와 같이 활용도가 높은 기능을 사용하는데 그렇게 큰 무리는 없다.

## 같이 보기
- LG 뷰 시리즈
- 스마트폰 비교